# Meral Hussein-Ece, Baroness Hussein-Ece

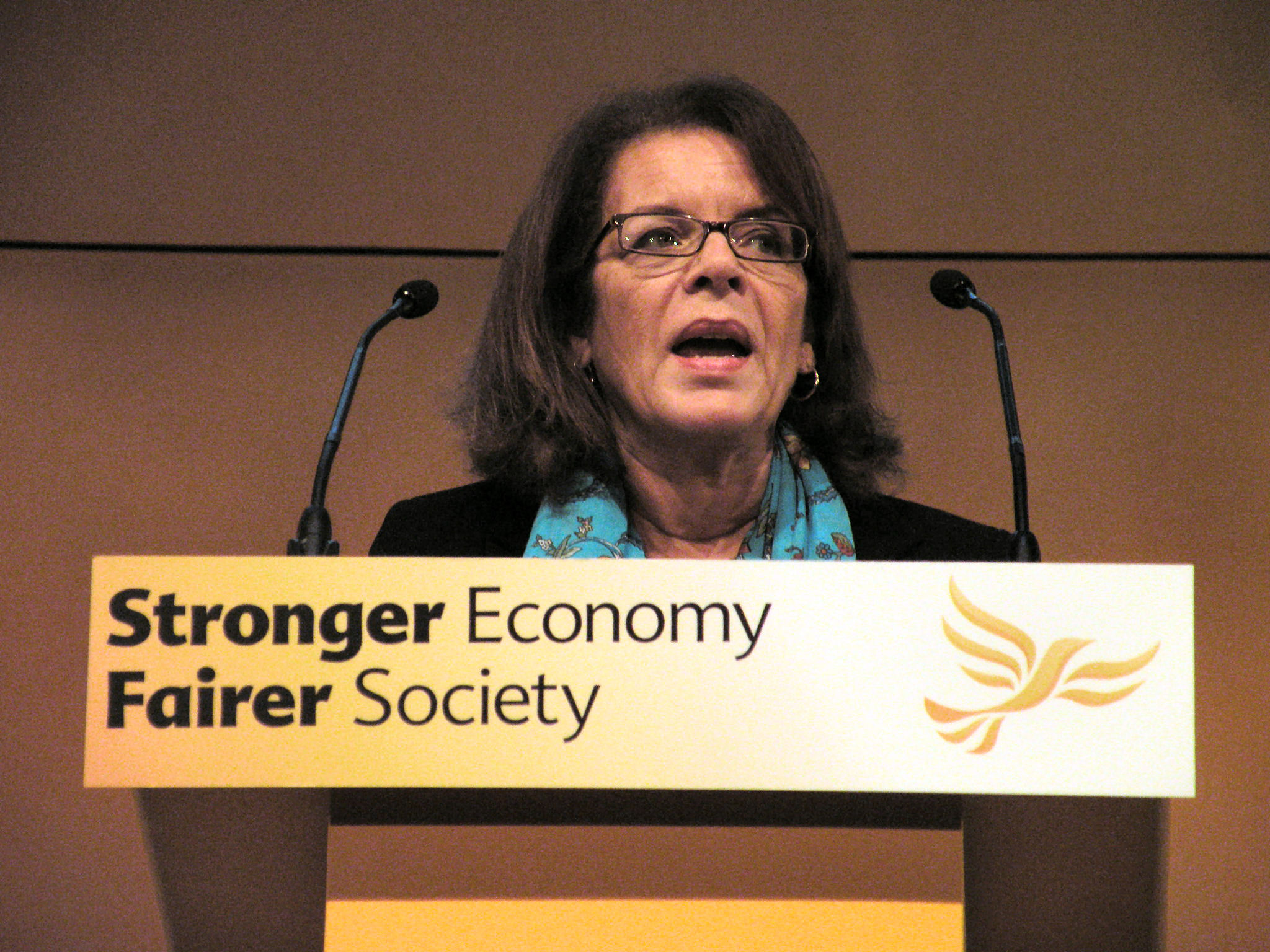
Meral Hussein-Ece, Baroness Hussein-Ece, 2013

Meral Hussein-Ece, Baroness Hussein-Ece, OBE (* 10. Oktober 1953 in Islington) ist eine britische Politikerin der Liberal Democrats. Sie ist die erste Frau türkisch-zypriotischer Herkunft, die ein Mitglied des britischen Parlaments wurde, als sie am 28. Mai 2010 zum Working Peer ernannt wurde.

## Leben und Karriere
Hussein-Ece wurde 1953 in Islington geboren. Ihre türkisch-zypriotischen Eltern Ayshe Cuma Abdullah (Mutter) und der verstorbene Hasan Nihat Hussein (Vater) kamen in den frühen 1950er Jahren von Zypern ins Vereinigte Königreich und lebten in Islington, Nordlondon.
Ece studierte ursprünglich Kunstgeschichte und schöne Kunst, bevor sie in der lokalen Verwaltung tätig wurde und eine Ausbildung als Bibliothekarin begann. Im Anschluss arbeitete sie für die Race Equality Unit des Islington Council und begann dann als Managerin beim National Health Service tätig zu werden, im Rahmen dessen war sie auch Chief Officer für das Haringey Community Health Council.
Sie wurde 1994 zum Councillor für die Labour Party beim Hackney Borough Council im Bezirk Clissold Ward gewählt und war stellvertretende Vorsitzende (Deputy Leader) 1995 und 1996.
Sie war die erste Frau mit türkisch-zypriotischer Herkunft, die in ein öffentliches Amt in Großbritannien gewählt wurde.
Im Mai 1996 kam es zu einem Riss innerhalb der Labour-Gruppe des Hackney Council, wobei Ece Mitglied der „Manifesto Group“ war. 17 Councillors in der 'Manifesto Group', darunter auch Ece, bildeten daraufhin im September 1996 die 'Hackney New Labour'-Gruppe, welche trotz ihres Namens nicht mit der Labour Party verbunden war. Die Gruppe brach auseinander und Ece trat bei den Liberal Democrats ein, 1998 wurde sie für Dalston Ward wiedergewählt.
Sie spielte eine wichtige Rolle bei der Gründung der ersten Turkish Women's Group und gründete ein Projekt für türkische und kurdische Frauen gegen häusliche Gewalt.
Bei der Kommunalwahl 2002 trat Ece nicht zur Wiederwahl in Hackney an, wurde aber zum Councillor für die Liberal Democrats für den Bezirk Mildmay Ward beim Islington Borough Council gewählt (bis 2010). Von 2002 bis 2006 war sie Kabinettsmitglied (Cabinet Member) für Gesundheit und soziale Sicherung, als Vorsitzende (Chair) des Islington Health Partnership Board und Mitglied des Islington Primary Care Trust Board. Sie war auch non-executive director des Camden and Islington Mental Health and Social Care Trust.
Nachdem sie 2006 wiedergewählt worden war, war Ece Vorsitzende (Chair) des Overview and Scrutiny Committee von 2007 bis 2009. Im November 2009 wurde Ece zur Kommissarin (Commissioner) der Equality and Human Rights Commission ernannt. Im Mai 2008 wurde Ece von der Gleichstellungsministerin Harriet Harman zum Mitglied einer Task-Force der Regierung ernannt wurde, die die Zahl der Frauen ethnischer Minderheiten als britischer Councillor erhöhen soll.
Ece wurde 2009 ein OBE in den Queens New Year Honours, für Dienste an der kommunalen Verwaltung verliehen. Sie war Vorsitzende der Ethnic Minority Liberal Democrats von 2007 bis 2010 und gehörte von 2005 bis 2010 dem Liberal Democrats Federal Executive Committee an. Sie beriet Nick Clegg, den Vorsitzenden der Liberal Democrats zu dem Zusammenhalt der Gemeinden und den Angehörigen ethnischer Minderheiten.

## Mitgliedschaft im House of Lords
Nach der Bekanntgabe durch das UK Cabinet Office am Freitag, 28. Mai 2010 wurde Meral Hussein Ece am 25. Juni 2010 zur Life Peeress als Baroness Hussein-Ece, of Highbury in the London Borough of Islington ernannt. Ihre offizielle Einführung ins House of Lords erfolgte am 29. Juni 2010 mit Unterstützung von Rosalind Scott, Baroness Scott of Needham Market und Susan Garden. Sie hielt ihre Antrittsrede am 15. Juli 2010 während einer Debatte zur Strafrechtspflege.
Als Themen von politischem Interesse nennt sie auf der Webseite des Oberhauses kommunale Verwaltung, Gesundheit, Gleichstellung und Vielfalt, Frauen, Jugend, Zusammenhalt der Gemeinden, sowie europäische und auswärtige Angelegenheiten. Als Staaten von Interesse nennt sie Zypern und die Türkei.
- April bis Juni 2010: 2 Tage
- Sitzungsperiode 1. Juli 2010 bis 30. September 2010: 16 Tage
- Sitzungsperiode 1. Oktober 2010 bis 31. Dezember 2010: 48 Tage
- Sitzungsperiode 1. Januar 2011 bis 31. März 2011: 45 Tage
- April 2011: 7 Tage (von 7)
- Mai 2011: 15 Tage (von 15)
- Juni 2011: 17 Tage (von 17)
- Juli 2011: 13 Tage (von 13)
- August 2011: 1 Tag (von 1)
- September 2011: 8 Tage (von 8)
- Oktober 2011: 18 Tage (von 18)
- November 2011: 18 Tage (von 18)
- Dezember 2011: 13 Tage (von 13)
- Januar 2012: 14 Tage (von 14)
- Februar 2012: 13+2 Tage (von 14)
- März 2012: 15+1 Tage (von 17)
- April 2012: 5 Tage (von 5)
- Mai 2012: 13 Tage (von 13)
- Juni 2012: 11 Tage (von 13)

Seit ihrem Eintritt war sie regelmäßig bei Sitzungstagen anwesend.

## Weitere Ämter
Ece war von 1998 bis 2003 Mitglied der Executive der London Liberal Democrats, von 2005 bis 2006 beim Federal Policy Committee der Liberal Democrats.
Sie war von 2002 bis 2006 Mitglied des Vorstandes (Board) des Islington Primary Care Trust.

## Wirken in der Öffentlichkeit
2011 geriet sie in die Kritik, nachdem sie in einem Update in einem sozialen Netzwerk den Ausdruck Chav benutzte.

## Familie
Sie hat zwei Töchter und einen Sohn.